# أودربرجت
أودربرشت (Odebrecht) (البرتغالية البرازيلية: [odɛˈbɾɛ (t͡) ʃ]) هي تكتل برازيلي يقع مقره الرئيسي في مدينة سلفادور ،عاصمة ولاية باهيا ، البرازيل ، ويتألف من شركات متنوعة في مجالات الهندسة والبناء والكيماويات والبتروكيماويات. تأسست الشركة في عام 1944 في سلفادور ، باهيا من قبل نوربرتو أودبريشت ، وهي الآن موجودة في مناطق الأمريكتين ومنطقة البحر الكاريبي وأفريقيا وأوروبا والشرق الأوسط. شركتها الرائدة هي شركة نوربرتو أودبريشت للإنشاءات [بالبرتغالية].
أودربرشت. هي شركة قابضة لشركة نوربرتو أودبريشت للإنشاءات، أكبر شركة هندسية ومقاولات في أمريكا اللاتينية ، وشركة براسكيم ، أكبر منتج للبتروكيماويات في أمريكا اللاتينية وواحدة من أكبر خمس شركات تصنيع تابعة للقطاع الخاص في البرازيل. تسيطر شركة أودربرشت على شركة براسكيم ، والتي تعد رابع أكبر شركة بتروكيماويات في الأمريكتين من حيث الإيرادات والسابع عشر في العالم.
أصبح اسم أودربرشت اختصارًا لفضيحة رشوة إقليمية غير مسبوقة. بين عامي 2001 و 2016 ، دفعت شركة أودبريشت رشاوى بقيمة 788 مليون دولار أمريكي عبر أمريكا اللاتينية. ولبعض السياسيين البرازيليين لتامين المشاريع العامة إلى حصتها
كما لعبت شركة أودربرشت دورًا محوريًا في فضيحة عملية ما يسمى غسيل السيارات أو لافا جاتو بالبرتغالية في 19 يونيو 2015 ، ألقت السلطات البرازيلية القبض على الرئيس التنفيذي السابق، مارسيلو أودبريشت، فيما يتعلق بتحقيقهم المستمر في الرشاوى المدفوعة لشركة النفط البرازيلية العملاقة، بتروبراس. في 7 مارس 2016 ، حُكم عليه بالسجن لمدة 19 عامًا و 4 أشهر بدفع رشاوى تزيد عن 30 مليون دولار أمريكي للمديرين التنفيذيين في بتروبراس ، مقابل العقود والنفوذ.
في 17 يونيو 2019 ، تقدمت المجموعة بطلب إفلاس، سعيًا لإعادة هيكلة ديون بقيمة 13 مليار دولار أمريكي.